# Oxymitra obanensis
Oxymitra obanensis là loài thực vật có hoa thuộc họ Na. Loài này được (Baker f.) Sprague & Hutch. mô tả khoa học đầu tiên năm 1916.